# اینمان میلز (کارولینای جنوبی)
اینمان میلز(به انگلیسی: Inman Mills) شهری در ایالت کارولینای جنوبی کشور ایالات متحده آمریکا است که جمعیت آن در سرشماری سال ۲۰۱۰ میلادی، ۱٬۰۵۰ نفر بوده‌است.